# 重庆南站
重庆南站位于重庆市九龙坡区黄桷坪街道，为成渝铁路车站。车站为重庆铁路枢纽内客、货运一等站，由成都铁路局兴隆场车站管辖。重庆南站货运办理除鲜活货物、罐装货物以外的整车货物发到以及铁水联运货物交接。除此之外车站每天还办理少量普通、通勤旅客列车停靠业务。

## 概要
重庆南站随成渝铁路建于1950年，原名九龙坡站，为原九龙坡机场场址。车站1951年建成投入试运营：由于建成初期的成渝铁路未和中国铁路联网，线路所有机车均从武汉水运至九龙坡码头、经本站上岸。1952年7月1日车站随成渝铁路正式投入使用:17。当时车站设有5条到发线、2条调车线和0.5条货物线:324。
1960年车站扩建，铺设原建设时预留的5条股道并新建12-19道，同时新建驼峰、牵出线等设施；货场内货物线增加至6条并新建仓库。1963年再次对货场进行扩建，货物线增加至9股和4座货物仓库:324。在1981年重庆西编组站启用前，九龙坡站是重庆铁路枢纽主要的编组站:141。
1986年，为配合成渝铁路电气化改造，重庆枢纽重庆南站进行技术改造：工程包括新修信号楼、增铺到发线并优化道岔布局。1988年车站更名为重庆南站:490。当时车站有到发线7条、机车走行线1条、编发线3条、调车线11条:141。
车站原为成都铁路局的直属车站，下辖成渝铁路本站-伏牛溪区间，2006年3月18日并入重庆西车站（现兴隆场车站）。
2009年12月，随着团结村站重庆铁路集装箱中心站的建成投入使用，重庆南站与重庆东站集装箱货运业务停止办理。上述两站所有货运业务停办后，重庆地区的铁路货运业务将转移至团结村站、白市驿站、黄磏站、鱼嘴站、唐家沱站、洛碛站等六个货运站办理。
2012年左右车站拆除部分站线。
2019年5月，重庆南站驼峰停用，车站自此调车方式由溜放式变为平面调车。
重庆南站货场面积12万平方米，主要发到货物品类为：钢材、工业机械、饮食品及化工类，主要服务九龙坡区和涪陵区的货主。车站设有通往重庆机务段和重庆港九集团九龙坡集装箱码头（2018年关闭）的专用线。车站原设有通往电厂的专用线，于2014年停用。
2022年6月20日起，由于重庆站为配合重庆站综合交通枢纽工程停止办理客运业务，内江至重庆站5611/12次改为重庆南站始发终到。
2024年6月15日起，配合成渝铁路重庆至江津段市郊化改造，车站停办客运业务，5612/5611次列车改为江津站始发终到。

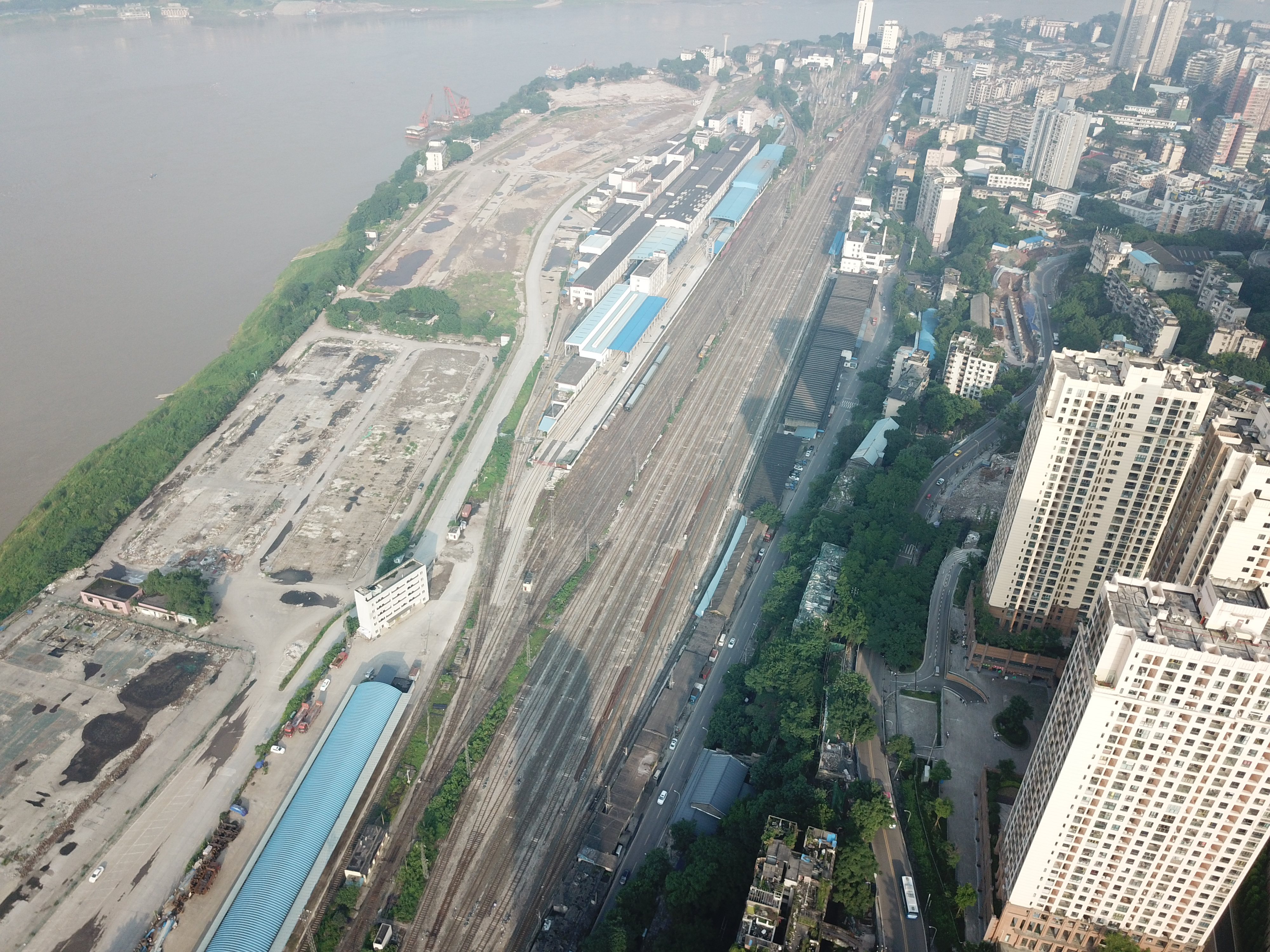
站场俯瞰
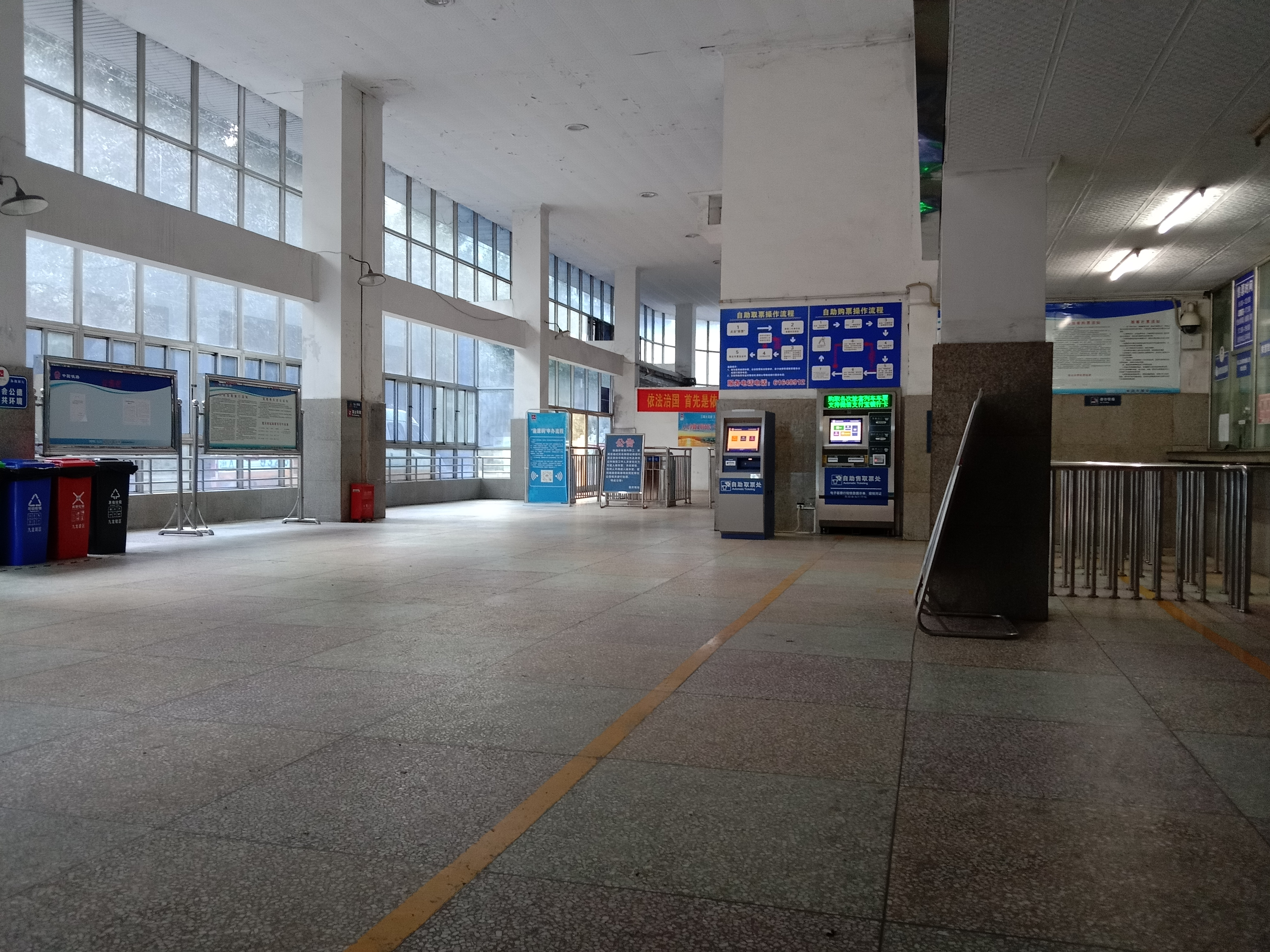
站房售票处
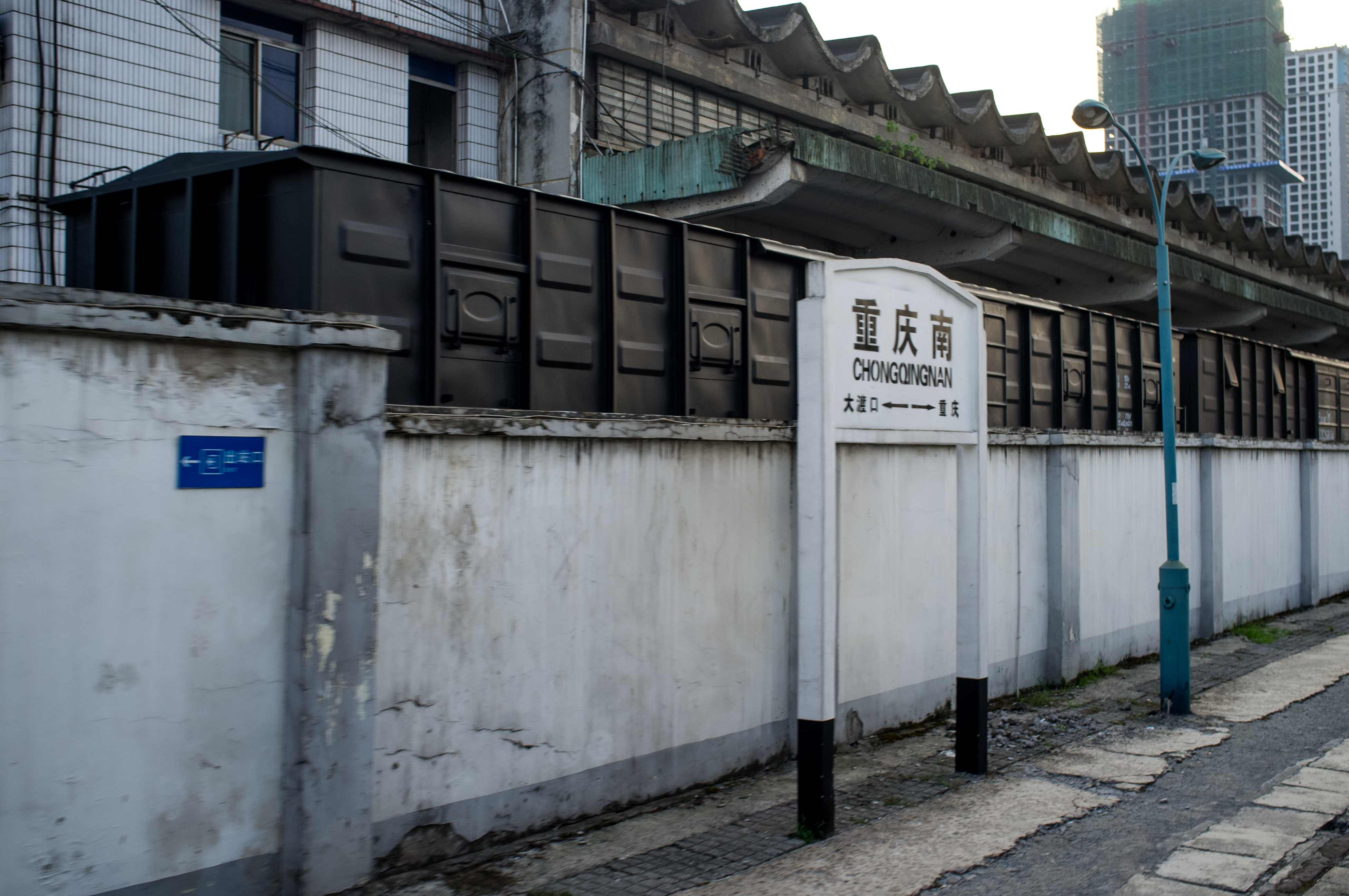
站牌
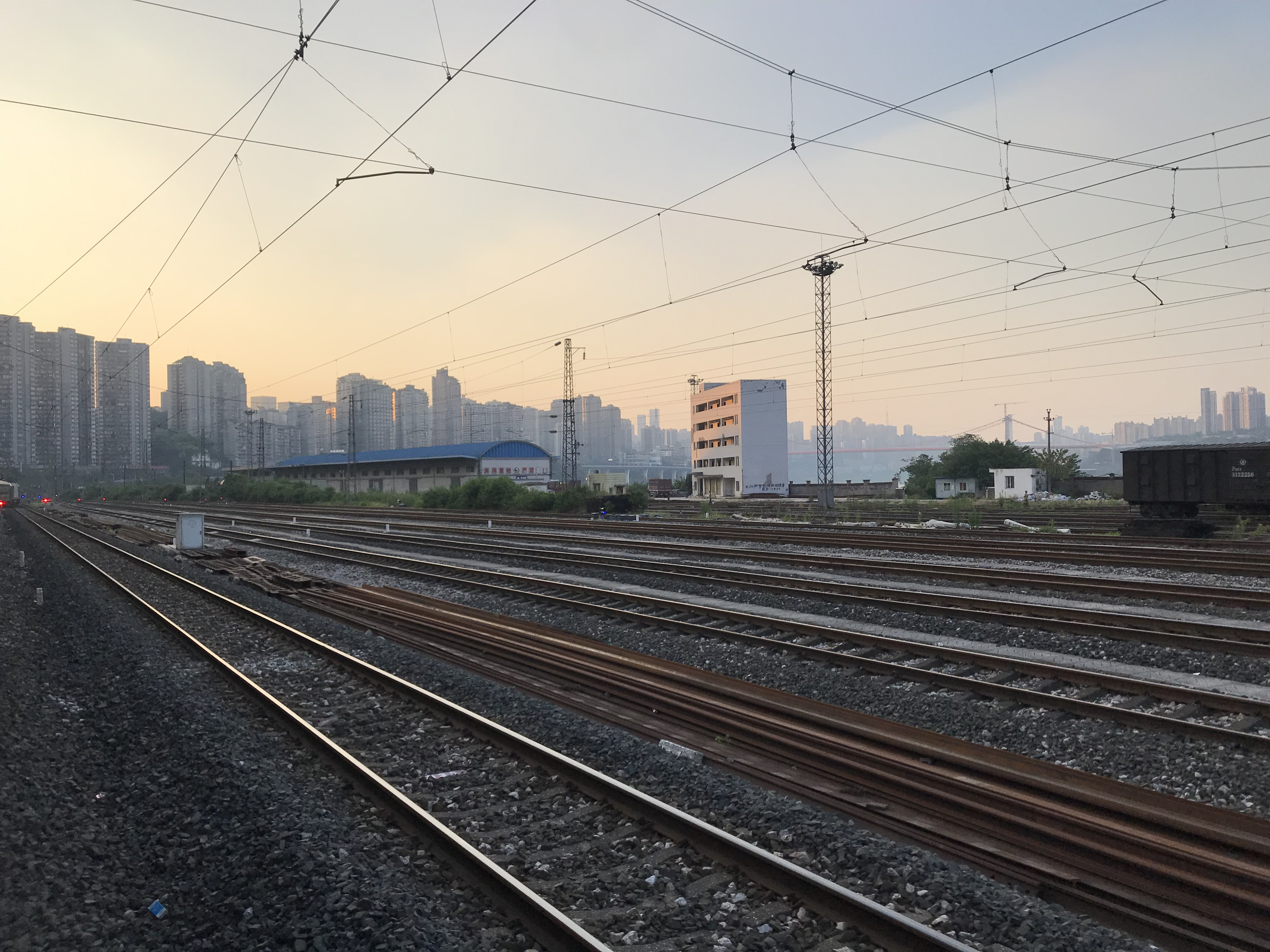
站内股道
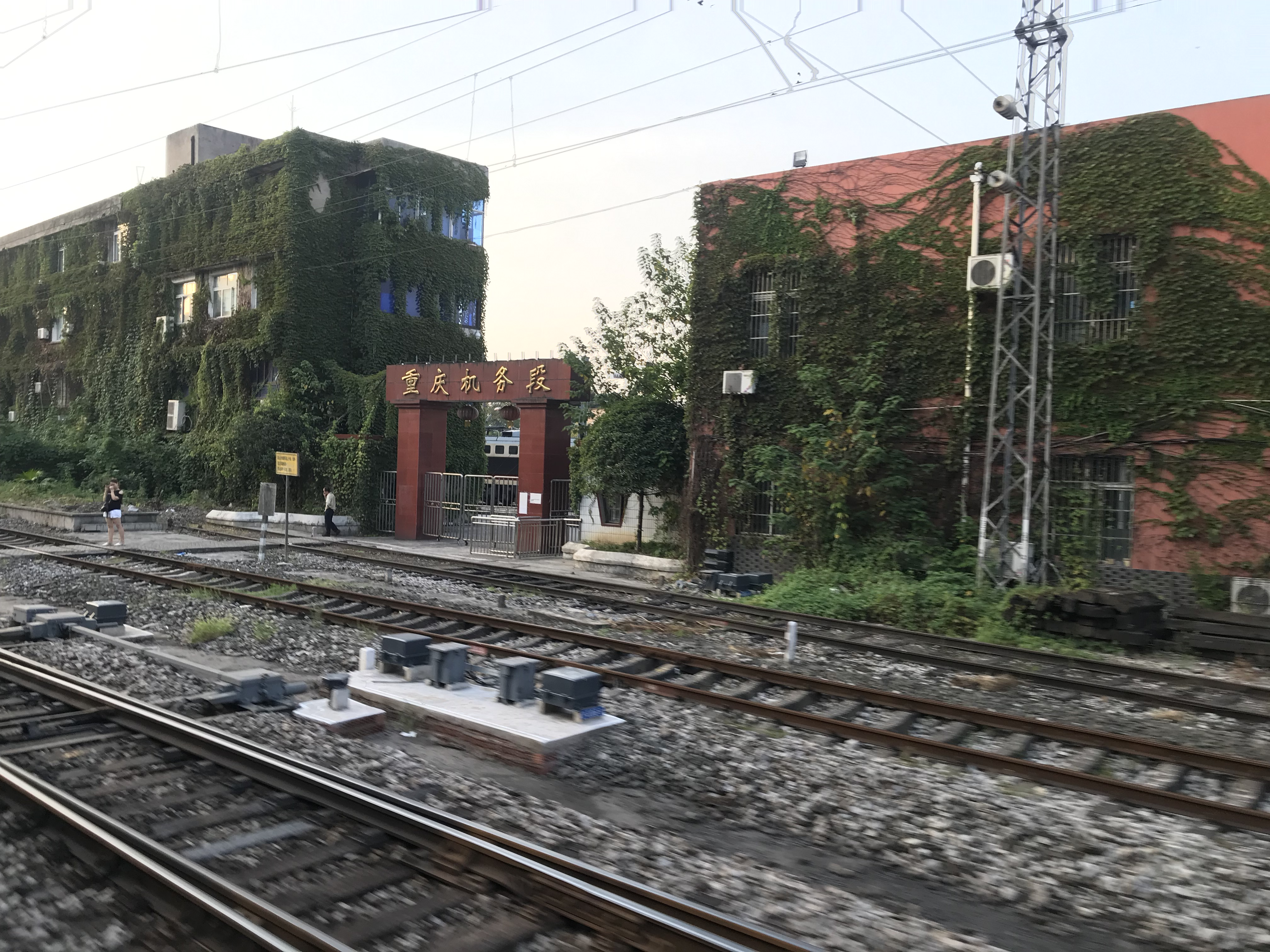
重庆机务段大门